# The Amazing Race 14
The Amazing Race 14 é a 14ª temporada da série ganhadora de seis Emmy Award, o reality show The Amazing Race. The Amazing Race 14 apresenta 11 times de dois, com um relacionamento preexistente, numa corrida ao redor do mundo.
A temporada estreou em 15 de fevereiro de 2009, exibida nas noites de domingo.

## Produção

### Desenvolvimento e filmagem
The Amazing Race 14 durou 22 dias, nos quais viajaram mais de 40,000 milhas. Os times correram em novo países, incluindo Romênia, pela primeira vez, e Suíça, Alemanha, Áustria, Índia, República Popular da China, Tailândia e Rússia (Krasnoyarsk e Novosibirsk) antes de cruzar a linha de chegada em Maui, Havaí. Em uma entrevista o produtor executivo Bertram van Munster revelou que os times fizeram uma viagem de 13 horas pela Ferrovia Transiberiana e também enfrentaram uma tempestade de neve Siberiana com temperaturas abaixo de zero. Ele também revelou que os times sofreram extremas condições climáticas, intensos Bloqueios e menos tempo em aeroportos, o que resulta em um exausto percurso para os participantes.  Além disso, a CBS revelou que a corrida incluiu o segundo maior bungee jump do mundo e um desafio com tema Olímpico que deixou os times com dificuldades de respirar.

### Elenco
O elenco apresenta um casal casado por 17 anos de Virgínia, irmãos dublês, e o primeiro surdo na série, Luke Adams, que contará com sua mãe para se comunicar na corrida. Quando Luke e sua mãe chegarem em primeiro, o Phil sinalizará, "Vocês são o time número um" na Língua de Sinais Americana. Isto foi visto no primeiro episódio.
A rota da corrida foi atualizada via Google Maps, e de acordo com Bertram van Munster, a temporada inclui uma nova sequencia de abertura, um incremento na música, e também foram trocados os símbolos das informações de pistas e a fonte de texto em que são escritos os nomes dos times.

## Resultados
Os seguintes times participaram da corrida, com seus relacionamentos na época das filmagens. Colocações estão listadas em ordem de chegada.
| Time               | Relacionamento              | Posição (por trecho) | Posição (por trecho) | Posição (por trecho) | Posição (por trecho) | Posição (por trecho) | Posição (por trecho) | Posição (por trecho) | Posição (por trecho) | Posição (por trecho) | Posição (por trecho) | Posição (por trecho) | Obstáculos Realizados |
| Time               | Relacionamento              | 1                    | 2                    | 3                    | 4¹                   | 5                    | 6                    | 7ƒ                   | 8                    | 9                    | 104                  | 11                   | Obstáculos Realizados |
| ------------------ | --------------------------- | -------------------- | -------------------- | -------------------- | -------------------- | -------------------- | -------------------- | -------------------- | -------------------- | -------------------- | -------------------- | -------------------- | --------------------- |
| Tammy & Victor     | Irmãos e Advogados          | 2º                   | 1º                   | 8º                   | 3º                   | 2º                   | 1º                   | 1º                   | 3º                   | 2º                   | 1º»                  | 1º                   | Tammy 5, Victor 6     |
| Jaime & Cara       | Antigas Cheerleaders da NFL | 7º                   | 6º                   | 7º                   | 5º                   | 3º                   | 5º                   | 2º                   | 2º                   | 4º                   | 3º                   | 2º                   | Jaime 6, Cara 5       |
| Margie & Luke      | Mãe e Filho                 | 1º                   | 4º                   | 4º                   | 4º»                  | 1º                   | 4º                   | 4º                   | 1º                   | 3º                   | 2º                   | 3º                   | Margie 5, Luke 6      |
| Kisha & Jen        | Irmãs                       | 8º                   | 7º                   | 3º                   | 2º                   | 6º                   | 3º                   | 5º                   | 4º3                  | 1º                   | 4º«                  |                      | Kisha 5, Jen 5        |
| Mark & Michael     | Irmãos / Dublês             | 3º                   | 8º                   | 5º                   | 7º                   | 5º                   | 6º                   | 3º²                  | 5º3                  | 5º                   |                      |                      | Mark 5, Michael 3     |
| Mel & Mike         | Filho / Pai                 | 4º                   | 2º                   | 1º                   | 6º                   | 4º                   | 2º                   | 6º                   |                      |                      |                      |                      | Mel 3, Mike 3         |
| Christie & Jodi    | Aeromoças                   | 10º                  | 9º                   | 6º                   | 1º                   | 7º                   | 7º                   |                      |                      |                      |                      |                      | Christie 3, Jodi 3    |
| Amanda & Kris      | Namorados                   | 5º                   | 3º                   | 2º                   | 8º«                  |                      |                      |                      |                      |                      |                      |                      | Amanda 1, Kris 3      |
| Brad & Victoria    | Casados                     | 6º                   | 5º                   | 9º                   |                      |                      |                      |                      |                      |                      |                      |                      | Brad 0, Victoria 3    |
| Steve & Linda      | Casados                     | 9º                   | 10º                  |                      |                      |                      |                      |                      |                      |                      |                      |                      | Steve 1, Linda 1      |
| Preston & Jennifer | Namorados                   | 11º                  |                      |                      |                      |                      |                      |                      |                      |                      |                      |                      | Preston 1, Jennifer 0 |

Nota 1:  A inversão de marcha no pé 4 era uma inversão de marcha cega; & de Margie; Luke não teve que revelar-se às outras equipes como sendo usado a inversão de marcha.

Nota 2:  Mark & Michael chegou inicialmente ø, mas foi emitido duas 30 penalidades minutos: um para intencionalmente alterar a bicicleta bombeia no ' ' 2 Miles' ' Rodeio, e um para empregar um táxi para guiá-los com a tarefa, que foi proibida explicitamente no indício. & de Tammy; & do vencedor e da Jaime; Cara verific dentro durante seu tempo da penalidade, deixando cair os ao ó.

Nota 3:  o 3 º inicialmente chegados, mas não foram permitidos verific dentro porque tinham deixado seus documentos de viagem no corte de estrada; foram forçados para recuperá-los antes que poderiam verific dentro. & de Tammy & Victor, que chegou imediatamente depois do & de Kisha  & Jen, era ó dentro assim verific. Mark & Michael chegou ô, mas foi avaliado duas penalidades de 2 horas, ambas para o " usando pertences pessoais para estabelecer um bill" (isto é, trocaram artigos para pagar duas tarifas de táxi). Menos de uma hora na penalidade, & de Kisha & Jen retornou para verific dentro o ô. Marque o & Foi permitido a Michael, no último lugar, verific dentro imediatamente depois do & de Kisha & Jen, mas desde que era um pé da não-eliminação, o tempo restante da penalidade foi avaliado a seu tempo de partida no início do seguinte pé.
Nota 4:  O pé 10 era double-length com os dois rodeios e os dois cortes de estrada mostrados sobre dois episódios. A inversão de marcha apareceu após o segundo rodeio; entretanto, ao contrário da inversão de marcha cega no pé 4, esta era uma inversão de marcha normal.
- Vermelho significa que o time foi eliminado.
- Verde significa que o time ganhou o Avanço/Passe Livre. Uma etapa em verde significa que teve o Avanço mas não foi usado.
- Azul significa que o time chegou em último numa etapa não-eliminatória, e sofrerá uma pena na próxima etapa.

## Nomes dos episódios
Os nomes dos episódios são frases faladas pelos participantes.
1. "Não deixe um queijo me bater" – Mel
2. "Seu alvo é o rosto do seu parceiro" –
3. "Não Usarei Aquela Roupa De Ginástica!" – Luke
4. "Era como uma caravana dos idiota" - Mike
5. "Ela está com um pouco de medo, mas acho que ela ficará bem" - Victor
6. "Tudo bem, nós estamos numa guerra" - Mark
7. "Gorila? Gorila?? Gorila???" - Victor
8. "Enraizar-se ao redor da boca das pessoas pode ser desagradável" - Phil Keoghan
9. "Nossos pais chorarão até a morte" - Victor em Chinês de mandarino
10. "Ter um bebê deve ser mais fácil do que isso" - Cara
11. "Não mais, Sr. Bom Moço" - Victor
12. "É assim que se perde um milhão de dólares" - Jaime

## Prêmios
O prêmio de cada etapa é dado ao time que chega em primeiro naquela etapa. Todas viagens são patrocinadas pela Travelocity.
- Etapa 1 – Uma viagem para duas pessoas à Puerto Vallarta, México
- Etapa 2 – Um híbrido vai-kart para cada membro da equipa
- Etapa 3 – Um desengate para dois a Costa Rica
- Etapa 4 – Uma motocicleta para cada membro da equipa
- Etapa 5 – Um desengate para dois a Saint Lucia
- Etapa 6 – Um caiaque do oceano para cada membro da equipa
- Etapa 7 – Um desengate para dois a Oahu, Hawaii
- Etapa 8 – Um desengate para dois ao recurso intercontinental de San Juan em San Juan, Puerto Rico
- Etapa 9 – Um desengate para dois a Barbados
- Etapa 10 – Um desengate para dois aos consoles de Galápagos
- Etapa 11 – $1.000.000

## Estação de eliminação
Depois de eliminados os times são isolados numa vila em Ko Samui, Tailândia para esperar a final. CBS posta pequenos vídeos em seu website depois que cada episódio vai ao ar, mostrando os eliminados interagindo nessa vila.
- Depois da Etapa 1, Preston & Jennifer foram enviados a vila. Eles expressaram sua decepção por terem sido os primeiros eliminados e acreditavam que Steve & Linda fossem os próximos eliminados. Eles também discutiram sobre quem consideram ser os times mais fortes e  sobre os fatores que os eliminaram.
- Depois da Etapa 2, Steve & Linda era a segunda equipe eliminada e emitida à casa de campo. Steve queixou-se abertamente sobre o & de Preston; Jennifer que recusa dar forma a uma aliança com ele e a Linda durante o primeiro pé, que irritou Preston. Mais tarde no dia, os dois eliminaram as equipes decididas tomar um desengate a uma exploração agrícola local da serpente, e saíram então comer. Previram então que um ou outro & de Christie; & de Jodi ou de Jaime; Cara seria a equipe seguinte eliminada.
- Depois da Etapa 3, Brad & Victoria  era a terceira equipe eliminada e emitida à casa de campo. Sua chegada surpreendeu outras duas equipes eliminadas. Ao recounting os eventos que conduzem ao seu e a Brad' a eliminação de s, Victoria dividiu em rasgos. As tensões tornaram-se entre o & de Steve; & de Linda e de Preston; Jennifer durante a conversação, como Jennifer foi percebida como um orador constante, interrompendo mesmo Linda em um ponto. A manhã seguinte, as três equipes eliminadas visitaram um templo budista, recebendo uma bênção da boa sorte de uma monge.

## Etapas

### Etapa 1 (Estados Unidos → Suíça)

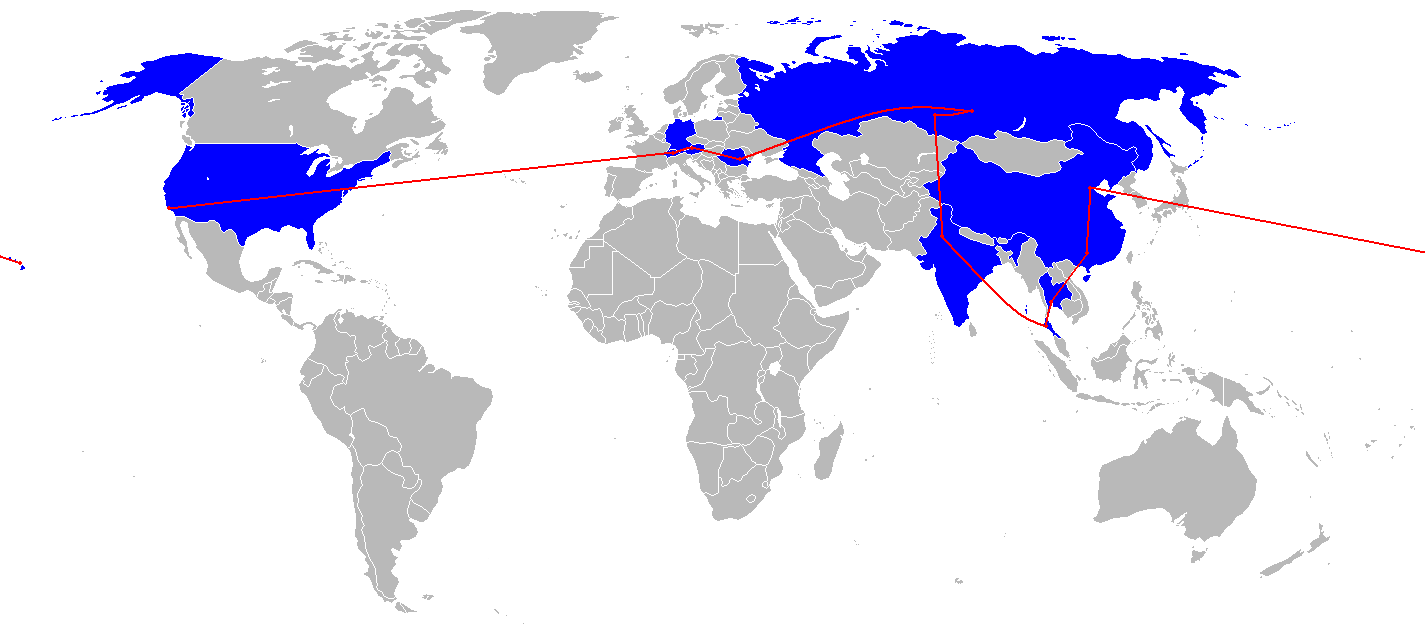
As Rotas da Corrida

- Los Alamitos, Califórnia,  EUA (Los Alamitos Joint Forces Training Base) (Largada)
- Los Angeles (Aeroporto Internacional de Los Angeles) para ++
- ++ para Locarno, Suíça  (Estação De Trem)
- Locarno (Igreja de San Antonio) (Descanso Noturno)
- Ticino (Represa De Verzasca)
- Locarno (Estação De Trem) para Interlaken (Interlaken Ost)
- Interlaken (Kleine Rugen Wiese)
- Stechelberg

No primeiro Bloqueio, um membro de cada time deveria saltar de bungee jump na Represa de Verzasca, o segundo bungee jump comercial mais alto no mundo, com uma altura equivalente a 70 andares.
Tarefas Adicionais
- Na chegada à Igreja de San Antonio, os times assinaram um dos três horários de partida na manhã seguinte. No horário de partida, o padre lhes deu uma foto, e os times tinham que perceber que a foto era da Represa de Verzasca.
- No Kleine Rugen Weise, os times deveriam transportar 90 quilos de queijo (quatro queijos grandes) de um galpão no topo ao começo do morro usando tradicionais carregadores de queijo suíço. Assim que os queijos estivessem empilhados, eles receberiam a próxima pista.
- Em Stechelberg, os times tiveram que escutar o Iodelei para achar o Pit Stop.

### Etapa 2 (Suíça → Alemanha → Áustria)

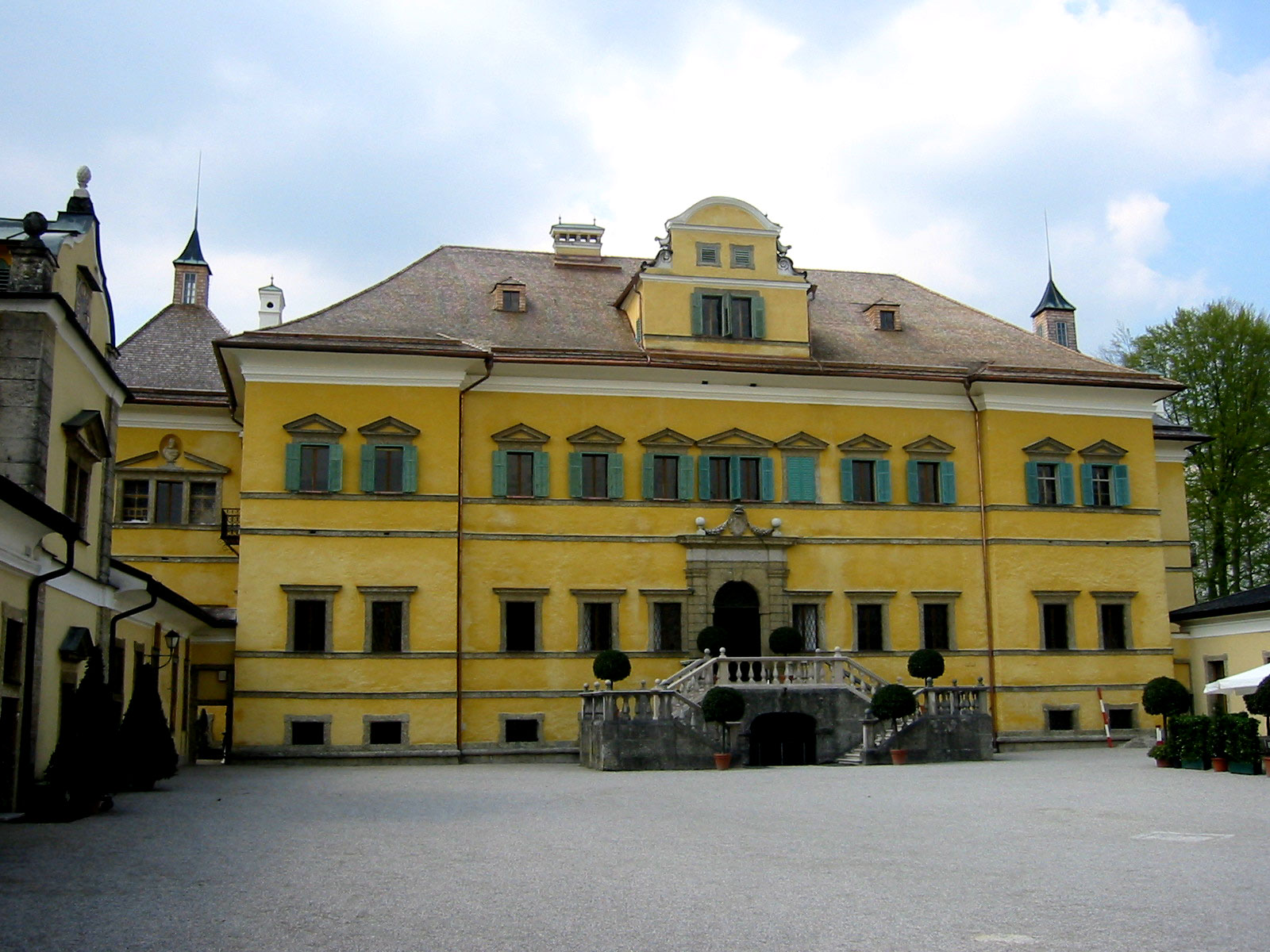
Schloss Hellbrunn, em Salzburgo, Áustria, a segunda paragem da corrida.

- Zurique (Zürich Airport) to Munique, Alemanha  (Aeroporto de Munique)
- Ruhpolding (Mountain)
- Schönau am Königsee (Field)
- Schönau am Königsee (Holzsäger)
- Salzburgo, Áustria  (Schloss Hellbrunn)

O corte de estrada exigiu um membro da equipa Paragliding abaixo de uma montanha a uma zona da aterragem, onde seu sócio esperasse. No caso dos ventos desfavoráveis, os pilotos tiveram uma escolha entre a espera de uma quantidade de tempo indeterminada para condições meteorológicas óptimas ou a tomada de uma caminhada de 60 minutos abaixo da montanha. O rodeio era uma escolha entre a zorra de equilíbrio ou o insensatez do austríaco. Na zorra de equilíbrio, as equipes tiveram que montar Segways sobre a converso|2|MI|quilômetro|curso do conluio do adj=on. No insensatez austríaco, os membros da equipa tiveram que jogar tortas bávaras em seu partner' cara de s até que encontrarem um com enchimento da cereja.
Tarefas Adicionais
- No Holzsäger, as equipes tiveram que esperar os lenhadores tiroleses para cortar uma parte de madeira. Uma vez que as equipes tiveram sua madeira, seria carimbada com seu indício seguinte.

### Etapa 3 (Áustria → Alemanha → Romênia)
- Salzburgo para Munique, Alemanha.
- Munique (Aeroporto de Munique-Franz Josef Strauss) para Otopeni, Romênia  (Aeroporto Internacional Henri Coandă)
- Bucareste (Complexo esportivo nacional Lia Manoliu)
- Bucareste (Bucureşti Gara de Nord) para Braşov (Estação de Trem de Braşov)
- Braşov (Igreja Negra)
- Bran (Vila Panoramic)

### Etapa 4 (Romênia → Rússia)
- Otopeni (Aeroporto Internacional Henri Coandă) para Krasnoyarsk, Sibéria, Rússia  (Aeroporto Internacional Yemelyanovo)

Etapa 5 (Rússia)
Etapa 6 (Rússia → India)
Etapa 7 (India → Tailândia)
Etapa 8 (Tailândia)
Etapa 9 (Tailândia → People' s Republic Of China)
Etapa 10 (People' s Republic Of China)
Etapa 11 (People' s Republic Of China → Estados Unidos)
- Beijing (Aeroporto Internacional de Pequim) to Maui, Havaí, EUA  (Aeroporto de Kahului)